# Jan Zeyer
Jan Zeyer (21. března 1847 Praha – 6. května 1903 Praha) byl český architekt a stavitel tvořící ve stylu novorenesance. Náleží ke generaci Národního divadla. V letech 1873–1880 spolupracoval na stavbách s architektem Antonínem Wiehlem, vůdčí osobností novorenesance navazujícím na tradici české renesance 16. století. Jeho bratr byl básník Julius Zeyer, jeho syn byl malíř Jan Angelo Zeyer a jeho švagrem byl mecenáš umění z Roudnice nad Labem August Švagrovský. Zeyer působil též v oboru památkové péče, například jako člen Komise pro soupis stavebních, uměleckých a historických památek královského hlavního města Prahy.

## Život a rodina
Narodil se 21. března 1847 v Praze v pražské tesařské rodině. Jeho otec byl stavitel a tesařský mistr Jan Zeyer. Umělecky byli zaměřeni i další členové Zeyerovy rodiny: bratr Julius byl významný český básník, jeho syn Jan Angelo Zeyer se stal malířem. V letech 1880–1885 žil v Roudnici nad Labem, kde působil jeho švagr a mecenáš umění August Švagrovský a odkud pocházela i jeho sestra, Zeyerova manželka Františka Švagrovská (1844–1909). Jan Zeyer a Františka Švagrovská byli oddáni v Roudnici nad Labem 24. října 1872. Za svědky jim byli bratři ženicha a nevěsty, básník Julius Zeyer a Augustin Švagrovský.
V době svatby bylo bydliště Jana Zeyera Praha II, č. 1337, v roce 1886 udával adresu bydliště Divadelní č. 16/II. na Starém Městě v Praze. Manželé Zeyerovi měli dva syny – akademického malíře Angela (1878–1945, později psán Jan Angelo) a právníka Alexandra (1882–1958). Sestra – Janovo dvojče Eva (na hrobě uvedeno Dora) zemřela v deseti letech.
Jan Zeyer zemřel 6. května 1903 v Praze a je pohřben na Olšanských hřbitovech, hřbitov V/21.

## Architekt a stavitel
Po ukončení studií na České technice (prof. Josef Niklas 1866–1870) a Deutsche technische Hochschule Praha (prof. Josef Zítek 1871) v letech 1870 a 1871 cestoval po Itálii a delší dobu setrval v Římě se sochařem Bohuslavem Schnirchem. Samostatnou práci zahájil v roce 1872 u předměstské stavební banky jako architekt a stavitel. Ve stavitelské praxi postupně spolupracoval s jinými architekty a staviteli. V letech 1873–1880 s Antonínem Wiehlem, který jej výrazně ovlivnil. Následovalo období spolupráce s architektem Viktorem Skučkem. Zeyer se stal jedním z významných architektů české novorenesance. Tomu odpovídala historická a vlastenecká témata výzdoby fasád domů, které navrhoval. V závěru kariéry pracoval samostatně. Byl dlouholetým předsedou Umělecké besedy. Od roku 1873 byl členem Spolku inženýrů a architektů.
V roce 1893 Jan Zeyer jako první navrhl konkrétní řešení jak vytvořit tzv. Letenskou komunikaci v Praze (debaty se vedly už od šedesátých let 19. století). Jan Zayer navrhl, že se svými spolupracovníky zrealizuje 24 m širokou asanační třídu od Staroměstského náměstí k Vltavě (dnešní Pařížská třída) a v jejím pokračování most (dnešní Čechův most) a dále silnici (serpentinu) na Letenskou pláň, vystaví elektrickou dráhu v nové ulici a přes most a dále až ke Stromovce. Elektrická dráha by se za mostem rozvětvovala vpravo do Holešovic a vlevo na Malou Stranu. Město Praha na požadavky Jana Zeyera (např. na nabytí pravomoci vybírat mostné, podporu k dosažení koncese pro zřízení elektrické dráhy a odkoupení uliční plochy aj.) nepřistoupilo a návrh nebyl rozpracován.
V roce 1892 ve Vídni publikoval knihu Barock und Rococo, Samlung architektonischen Motive in Prag.

### Činžovní domy navržené a postavené s Antonínem Wiehlem
V sedmdesátých letech spolupracoval s Antonínem Wiehlem na návrzích novorenesančních budov v Praze. V letech 1875–1880 bylo podle Wiehlových a Zeyerových návrhů v Praze postaveno 5 činžovních domů na Starém Městě. Na těchto stavbách Wiehl za Zeyerovy účasti postupně propracovával své typické prvky obnovené české renesance, zejména sgrafita:
- dům Bohuslava Schnircha v Mikovcově ulici čp. 548/5 na Vinohradech, autory výzdoby jsou Schnirch a František Ženíšek (1875)[18][19]
- Olivův dům čp. 1032/14 v Divadelní ulici, autory výzdoby jsou Tulka a Myslbek (1876)[18][20]
- nárožní Dům s taneční školou Karla Linka čp. 1050 v Praze 1, Divadelní ul. 12, Krocínova ul. 1. (1875–1876)[21]
- Dům čp. 1035/17 v ulici Karolíny Světlé, autory výzdoby jsou Ženíšek a Myslbek (1876)[21][22]
- Dům čp. 317/15 v ulici Karoliny Světlé U Vratislavů (1877)[21][23]

### Činžovní domy navržené a postavené Janem Zeyerem s Viktorem Skučkem[5]
- nájemní dům Zborovská čp. 115 (1886–1887)[24]
- nájemní dům Zborovská čp. 117 (1886–1887)[24]
- nájemní dům čp. 729 Janáčkovo nábřeží (1891)[24][25][26]
- nájemní dům čp. 91 Janáčkovo nábřeží (1891)[24][25][26]

### Činžovní domy navržené a postavené Janem Zeyerem[5]
- vlastní obytný dům, Újezd čp. 402/III., Praha (1892–1893)
- nájemní dům čp. 693 Dukelských hrdinů (1894)[27]
- nájemní dům čp. 694 Dukelských hrdinů (1894)[26][28]
- nájemní dům čp. 696 Dukelských hrdinů (1894)[27][29]

### Další stavby navržené a postavené Janem Zeyerem[5]
- vila Augustina Švagrovského, Bechlín čp. 52 (1874–1875),
- Kulturní dům Říp (s F. Brodským), Husovo nám. čp. 58, Roudnice nad Labem (1878)
- Radnice Železný Brod (1890)
- Řeznický dům, Bubenské nábř. čp. 702/VII., Praha – Holešovice (1894)[30]
- Sokolovna Slaný (1896–97)

### Dobové reakce na Wiehlův a Zeyerův architektonický styl

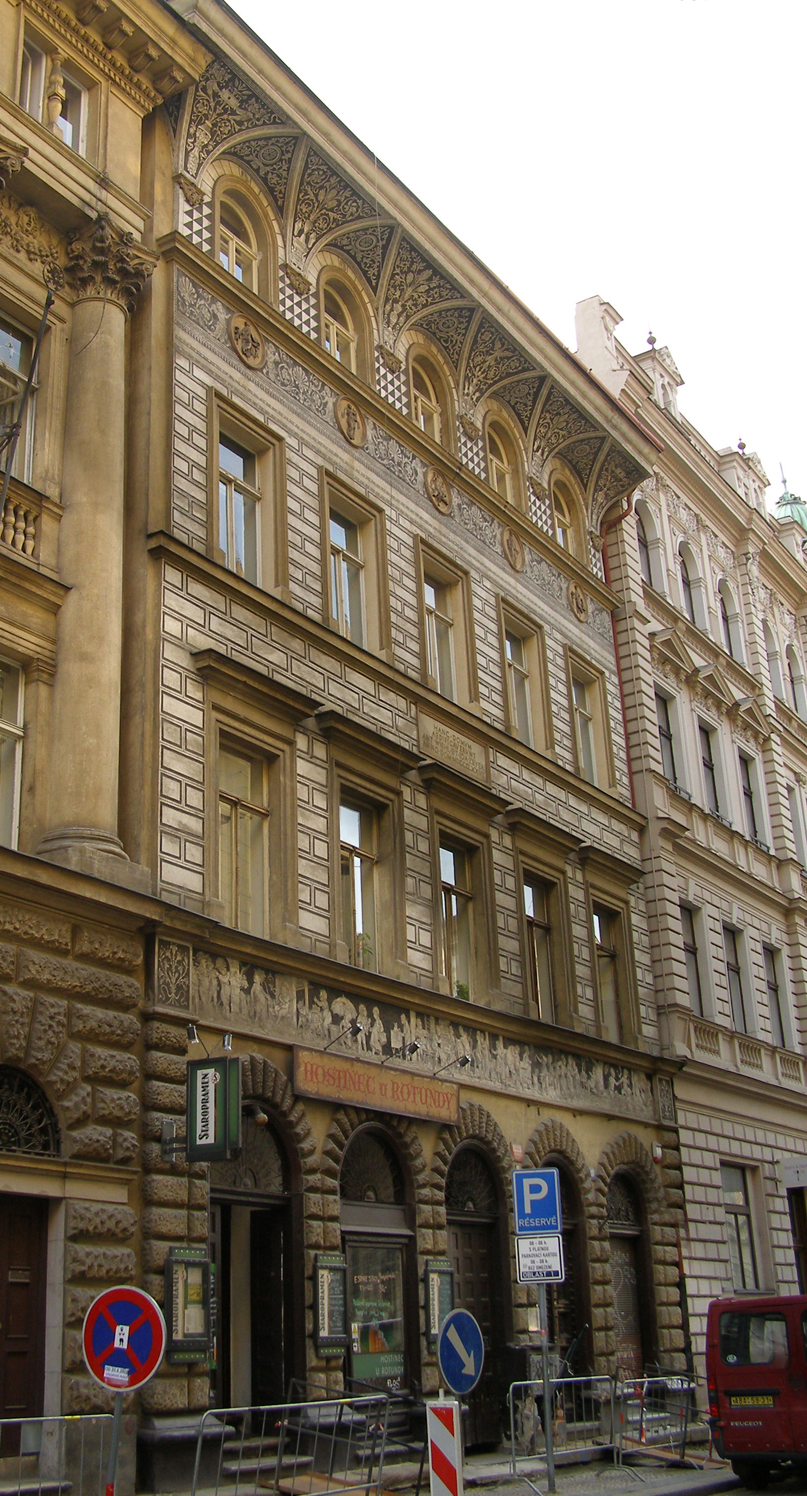
Dům Karoliny Světlé 17

Wiehlovo a Zeyerovo do té doby neobvyklé pojetí výzdoby domů vzbudilo pozornost a příznivý ohlas. O tom svědčí názor historičky a etnografky Renáty Tyršové publikovaný 10 let po dokončení domu čp. 1035/17 v ulici Karolíny Světlé (celý text viz reference): „Stavby Antonínem Wiehlem vytvořené mají vždy zcela zvláštní a osobitý půvab svůj. Půvab ten nezáleží jen ve vynikajících vlastnostech architektonických, ale též ve výzdobě figurální, kterouž s vybraným vkusem a taktem pro ně si volívá. Je to vždy kus místní biografie, jenž v takové dekoraci sgraffitové, malířské neb sochařské se zračí. Také vlys sgraffitový, kterýž před několika roky prof. Ženíšek pro dům v Poštovské ulici komponoval, líčí nám výjevy z pražského života..." Wiehlův a Zeyerův kolega architekt Jan Koula jeho úsilí definoval v roce 1883 ve Zprávách Spolku architektů jako "výklad o vývoji a stylu A. Wiehla" "...Wiehl bojuje o nové vyjádření architektonické na základě vzorů, pro Prahu a Čechy XVI. a XVII. století typických a ukázal k nim poprvé, když postavil svůj "sgrafitový domek" v Poštovské ulici. Od té doby pilně sbíral památky naší renesance, studoval je a kde mu bylo možno, hleděl jich užíti na svých stavbách. Wiehlovým přičiněním mluví se o "české renesanci"; cítíme oprávněnost tohoto názvu, ale nikdo dosud nestanovil přesně, v čem ráz těch staveb záleží..." Podobně Koula referoval též o vlivu Schulzovy rekonstrukce Schwarzenberského paláce na Wiehlovo pojetí novorenesance. O uplatnění sgrafit referoval Jan Koula v článku "Domy pp.architektů V.Skučka a J.Zeyera". Podobně Wiehl ovlivnil i Karla Gemperle, se kterým spolupracoval po Zeyerovi.

### Výtvarné pojetí fasád domů navržených Janem Zeyerem
Fasády Zeyerových domů mají podobné pojetí jako fasády navržené Wiehlem. Mají podobná kompoziční řešení a Zeyer se stejně jako Wiehl inspiroval dochovanými budovami české renesance 16. a 17. století. Na sgrafitech a freskách ve stylu „chiaroscuro“ Zeyer spolupracoval s Františkem Ženíškem, Janem Koulou, Láďou Novákem, Viktorem Olivovou a Jaroslavem Pavlíkem.

## Jan Zeyer – památkář

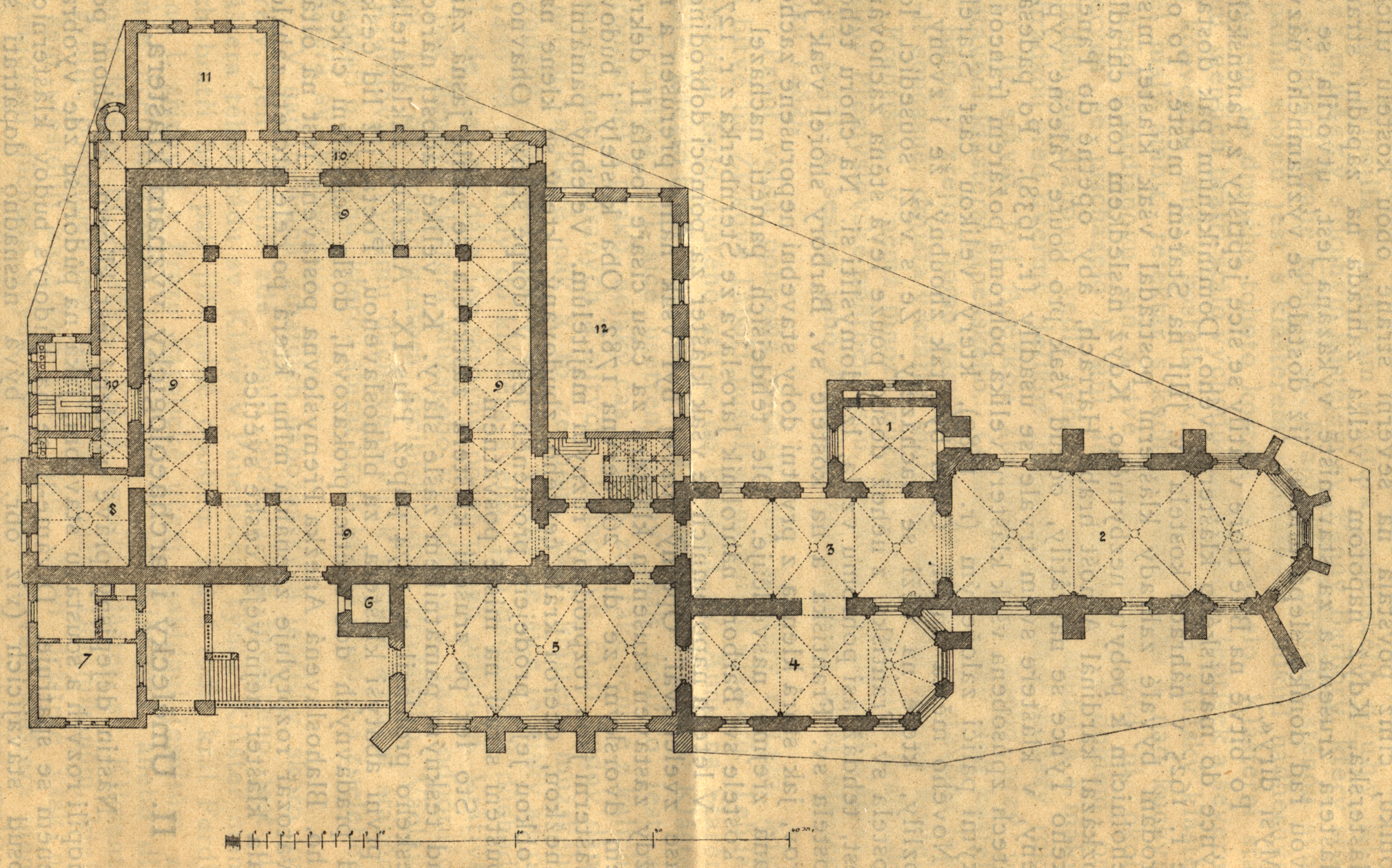
Klášter Bl. Anežky Přemyslovny a obnova jeho – Zeyerův projekt

Podobně jako Antonín Wiehl působil Zeyer v oboru památkové péče. Byl členem Komise pro soupis stavebních, uměleckých a historických památek královského hlavního města Prahy. V době Pražské asanace se podílel na úspěchu této komise v případě záchrany kostela svatého Václava Na Zderaze, kde se bouraly domy pro dnešní Resslovu ulici. Kostel se podařilo z demoličního plánu vyjmout a byla navržena jeho oprava. Zeyer 28. 3. 1898 formuloval návrh Městské radě na zachování kostela.Zeyer též veřejně polemizoval s necitlivými zásahy prováděnými v rámci asanace, jak ilustruje jeho odpověď vývodům Dra. Steina, daná v týdenní schůzi Spolku architektů a inženýrů v království Českém, konané dne 25. ledna 1901. Tato jeho ostrá polemika názory magistrátního sekretáře dr. Augusta Steina, představeného asanační kanceláře, jež připravila podrobný plán realizace sanačních prací byla též publikována. Zeyer se též angažoval pro obnovu kláštera Bl. Anežky Přemyslovny a spolu s dalším členem Komise Ferdinandem Josefem Lehnerem v roce 1896 publikoval projekt jeho rekonstrukce v informační publikaci Klášter bl. Anežky Přemyslovny a obnova jeho. a působil v Jednotě pro obnovu kláštera blahoslavené Anežky v Praze.

## Galerie Jana Zeyera a jeho spolupracovníků

### Zeyerovi spolupracovníci

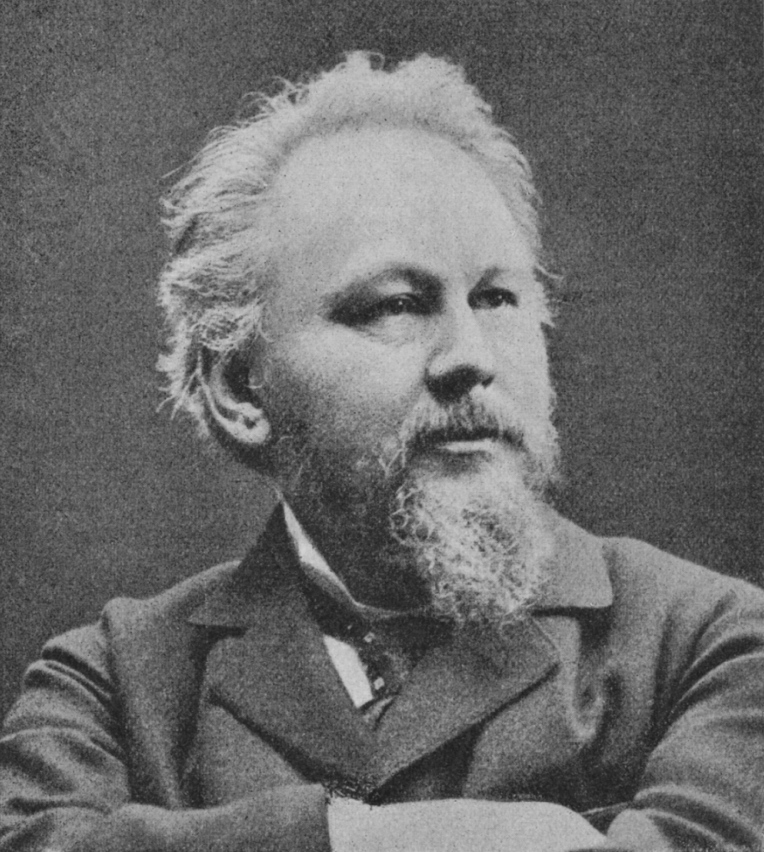
Antonín Wiehl
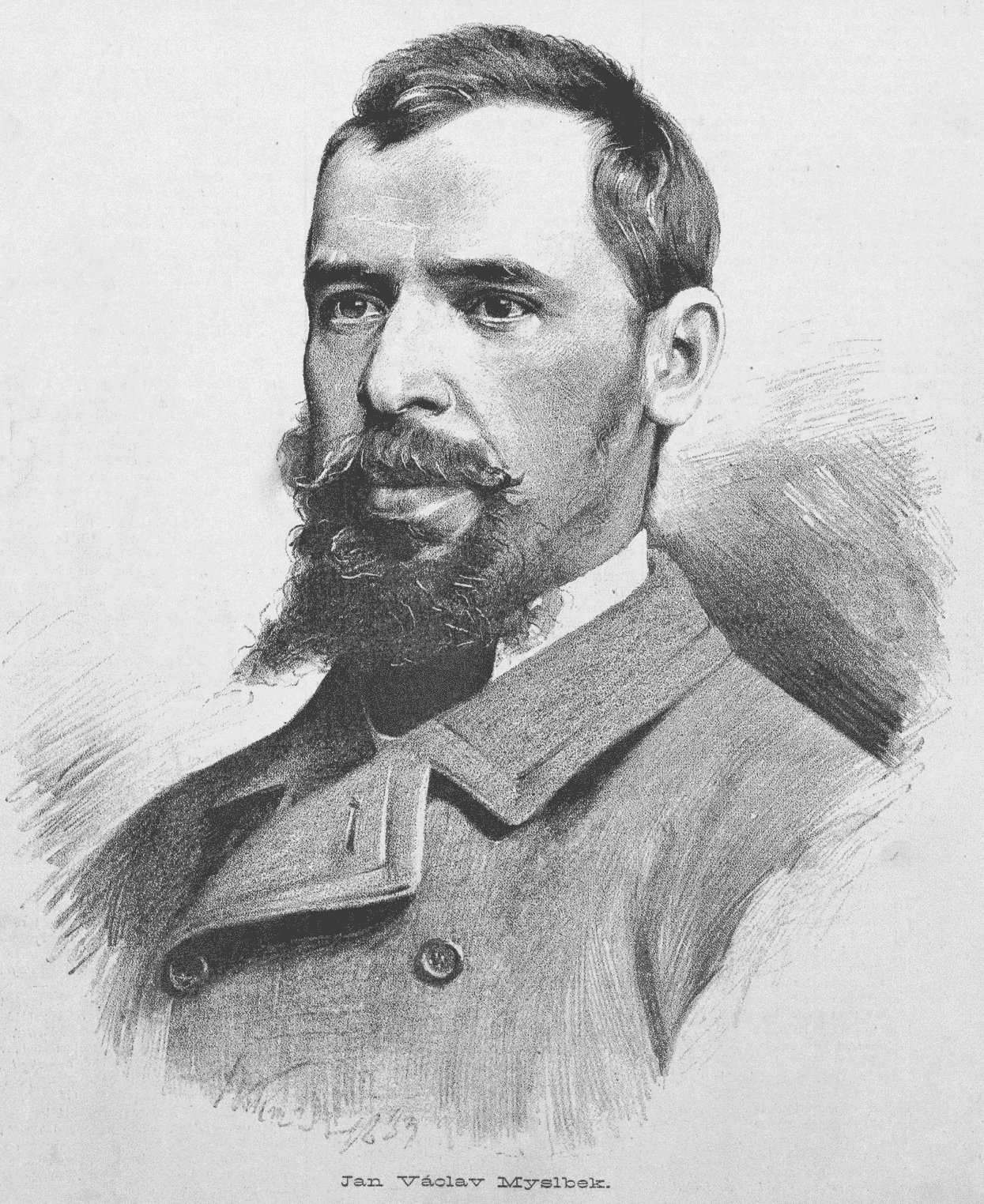
Josef Václav Myslbek – autor návrhu medailonů
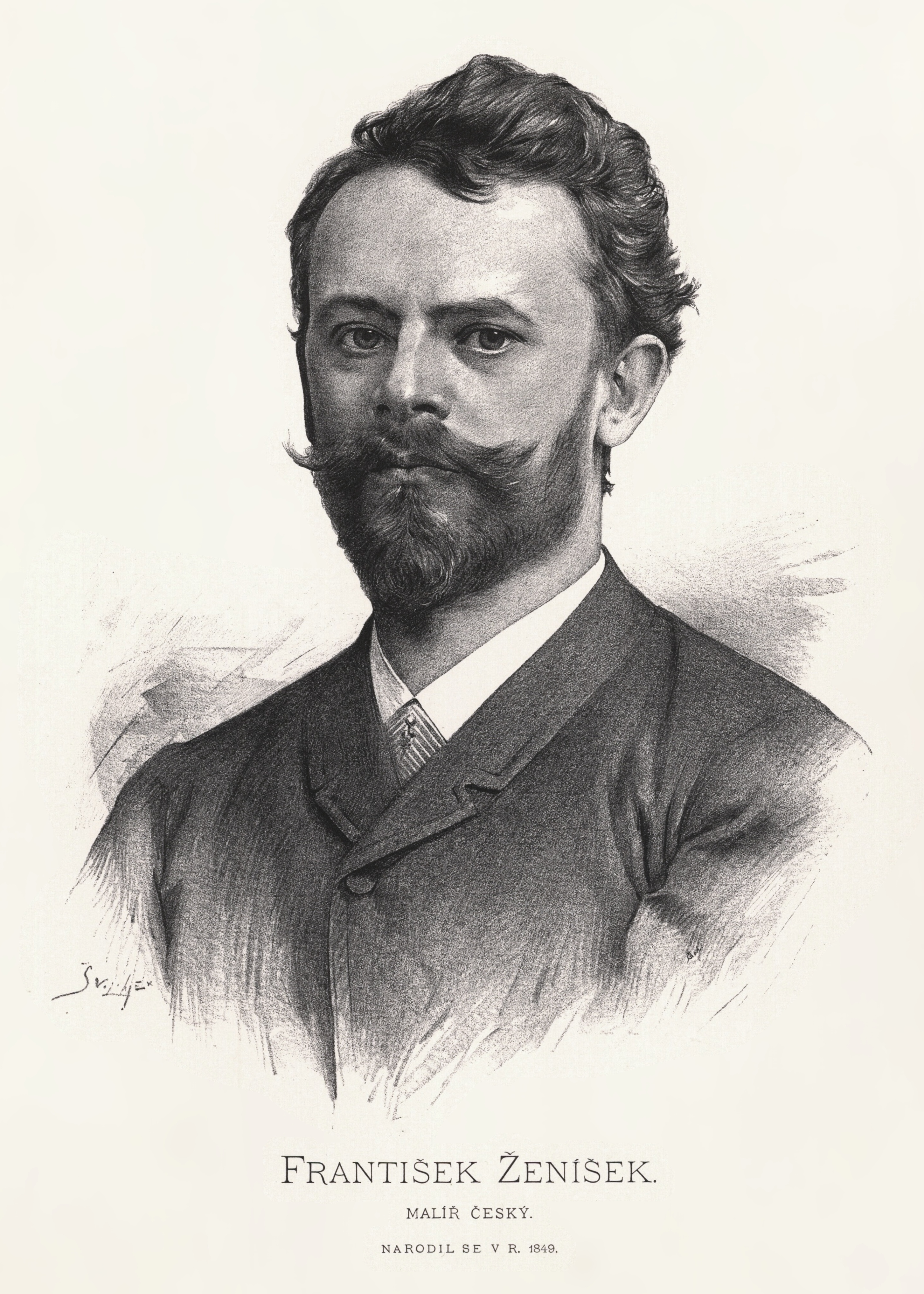
František Ženíšek – autor návrhu sgrafit
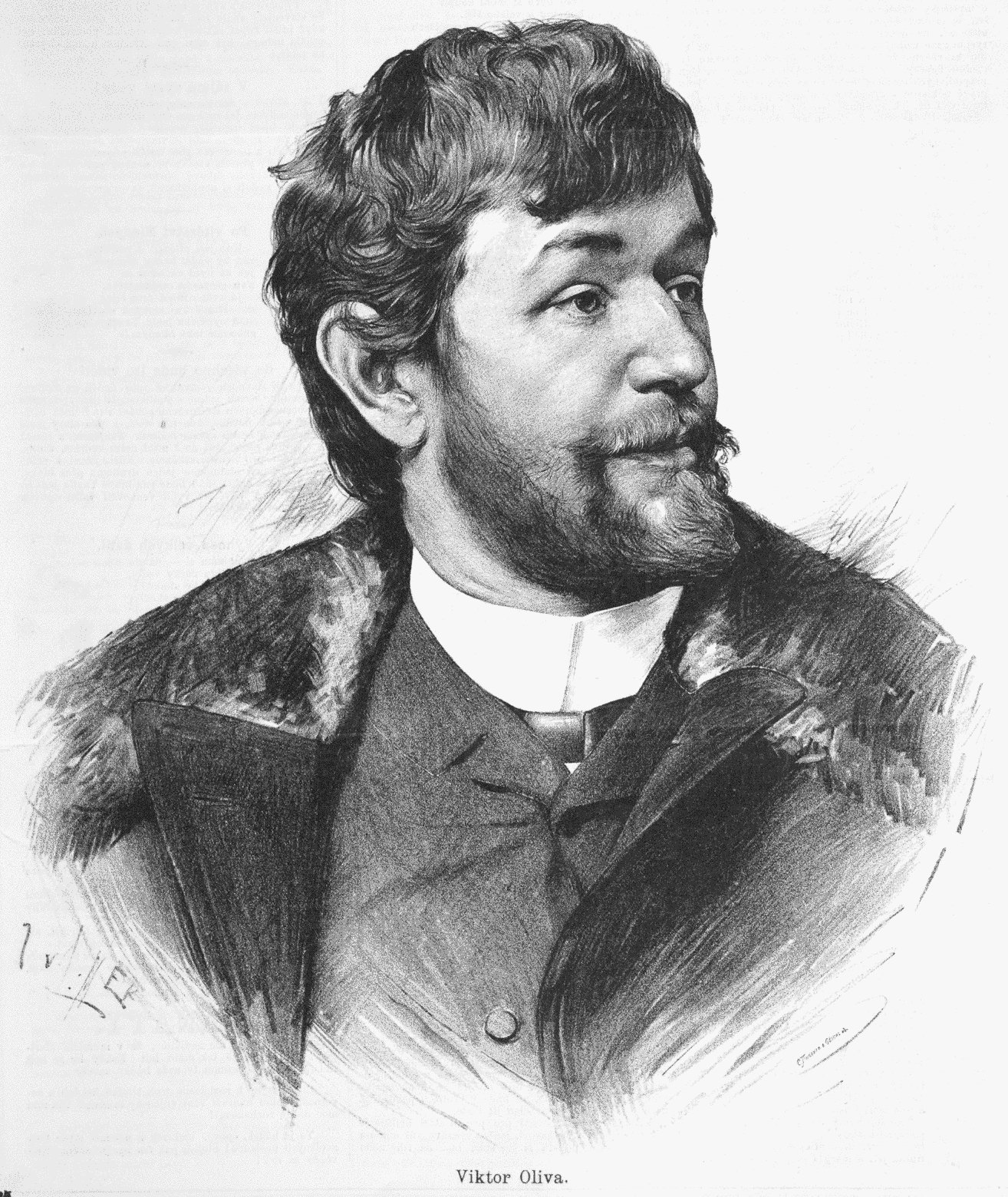
Viktor Oliva – autor sgrafit
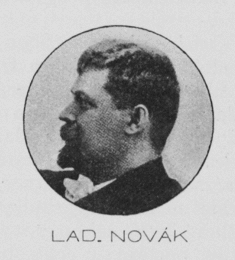
Láďa Novák

### Zeyerovy realizované domy

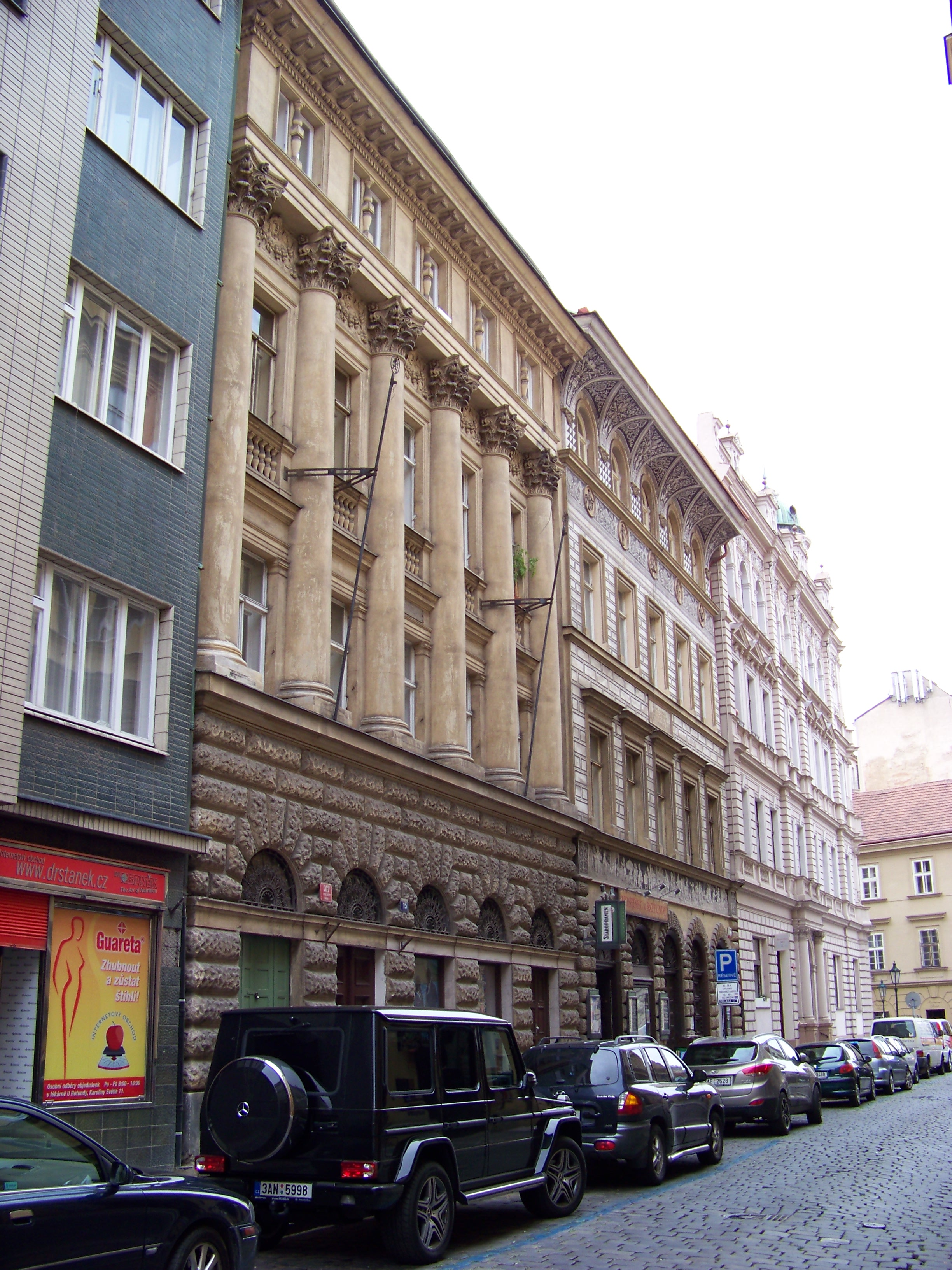
Domy A. Wiehla a J. Zeyera v ulici Karolíny Světlé 15 a 17
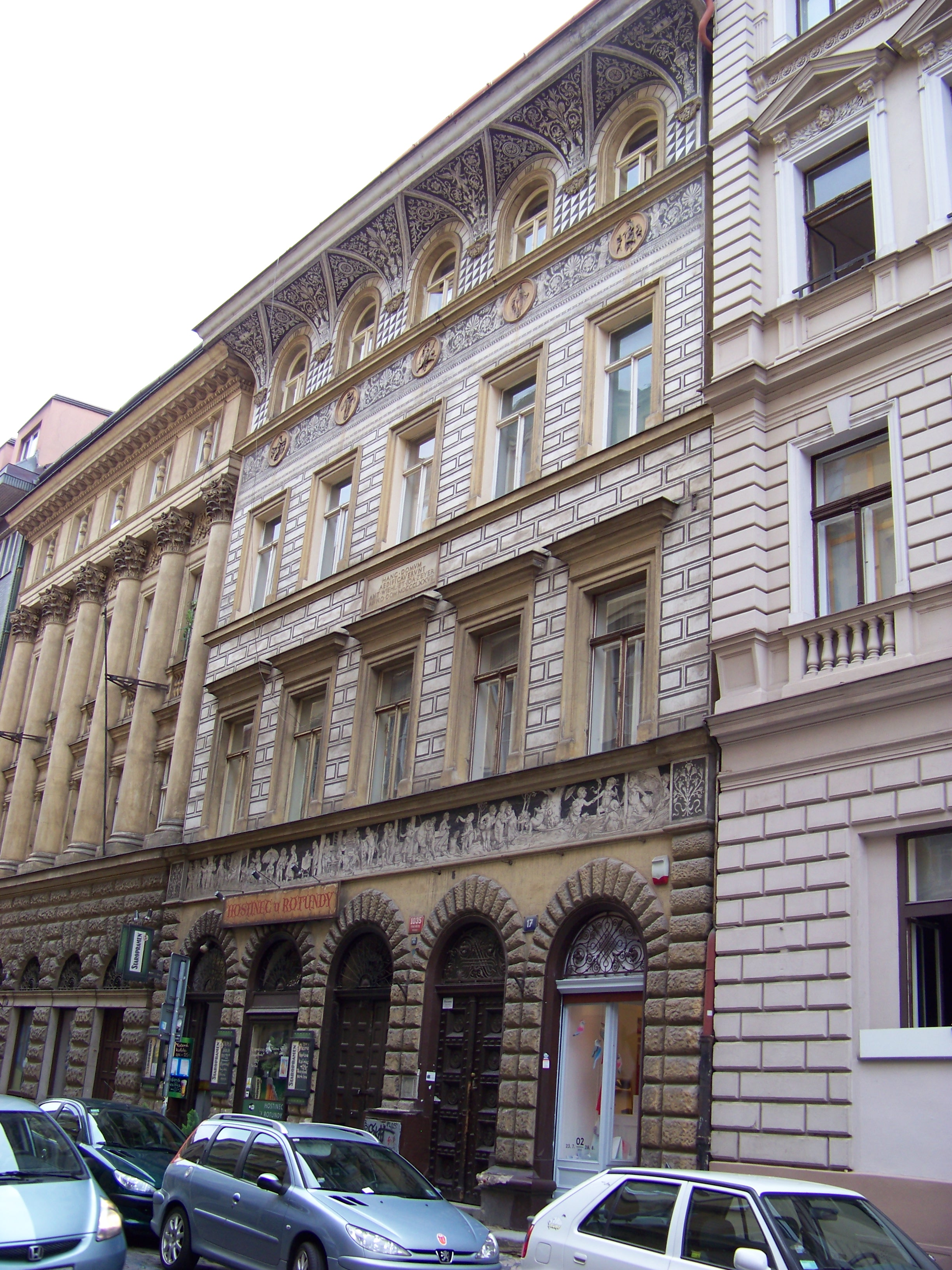
Dům A. Wiehla a J. Zeyera v ulici Karolíny Světlé 17
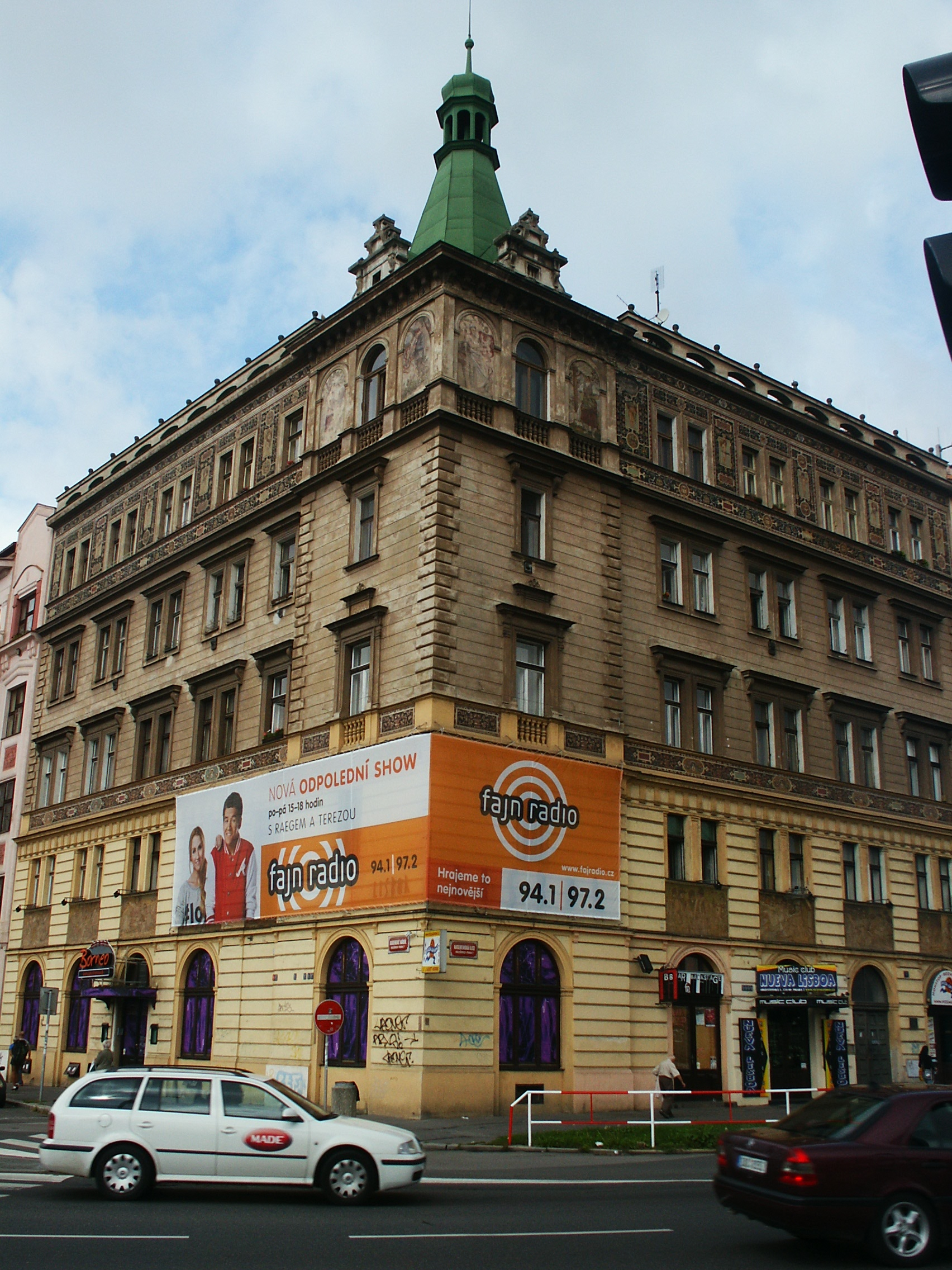
Praha – Holešovice, Argentinská 1
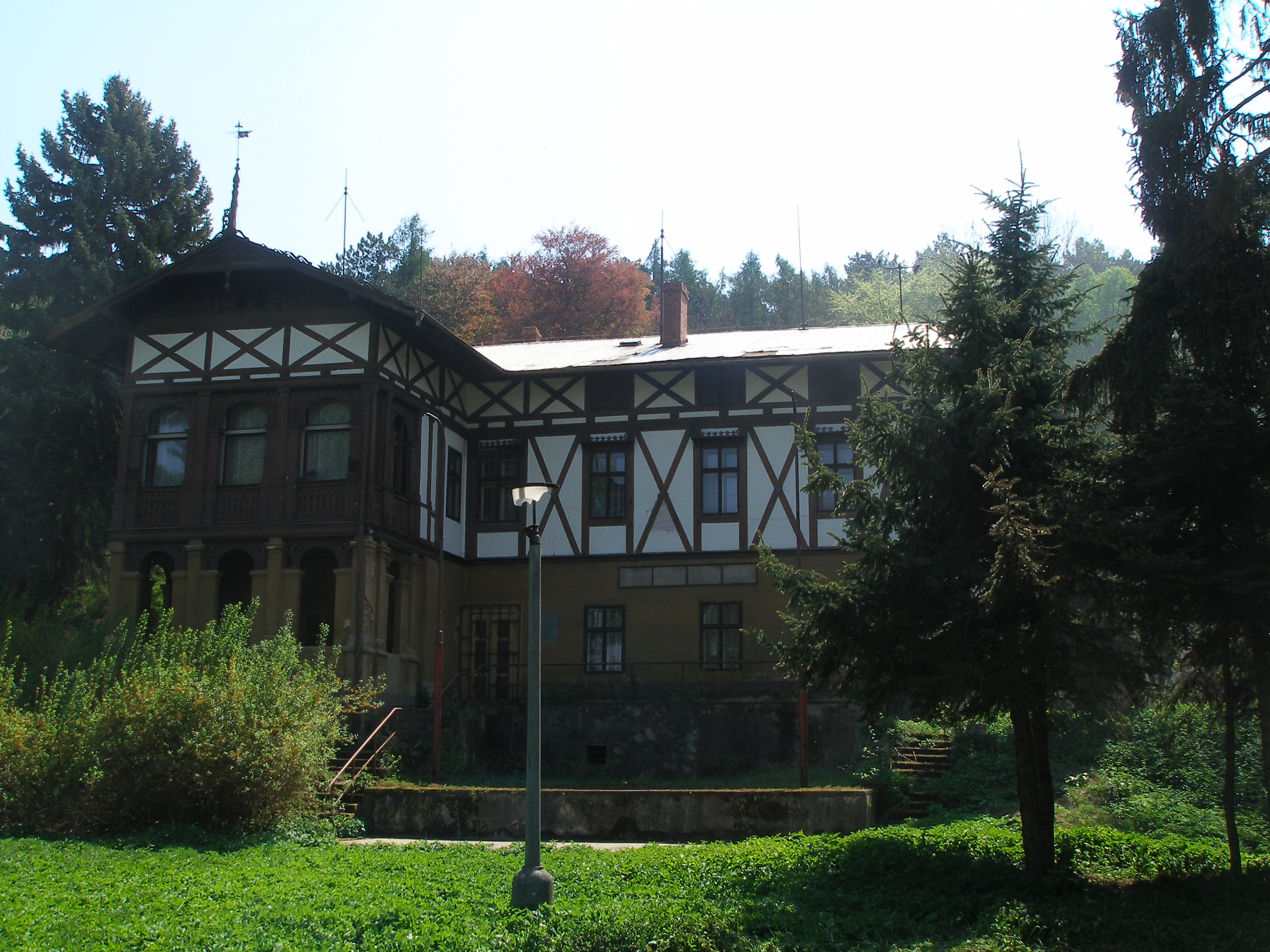
Bechlín, vila Augustina Švagrovského

## Historické postavy na sgrafitech domů

### Historické postavy na sgrafitech domu čp. 91 na Janáčkově nábřeží

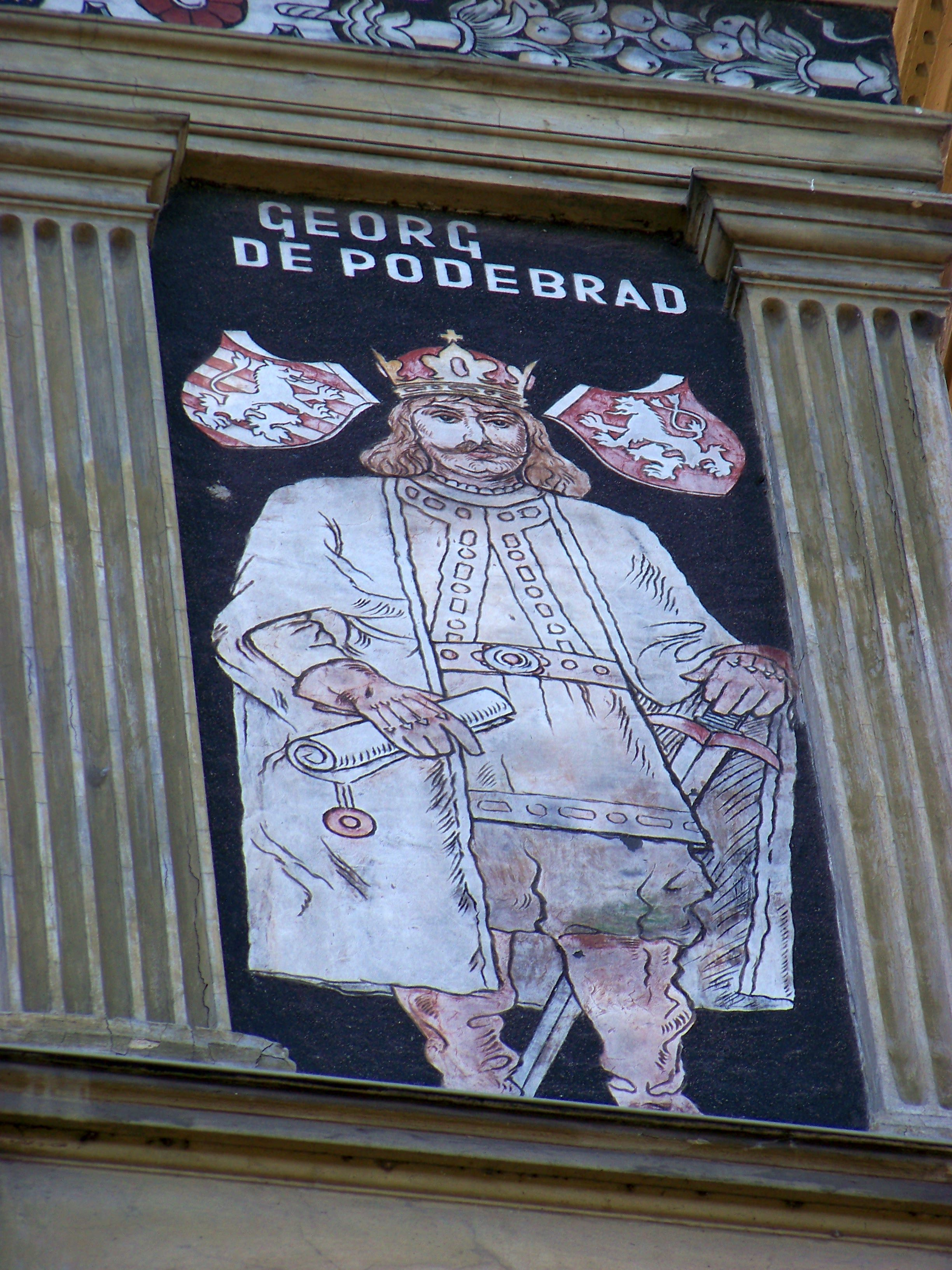
Jiří z Poděbrad
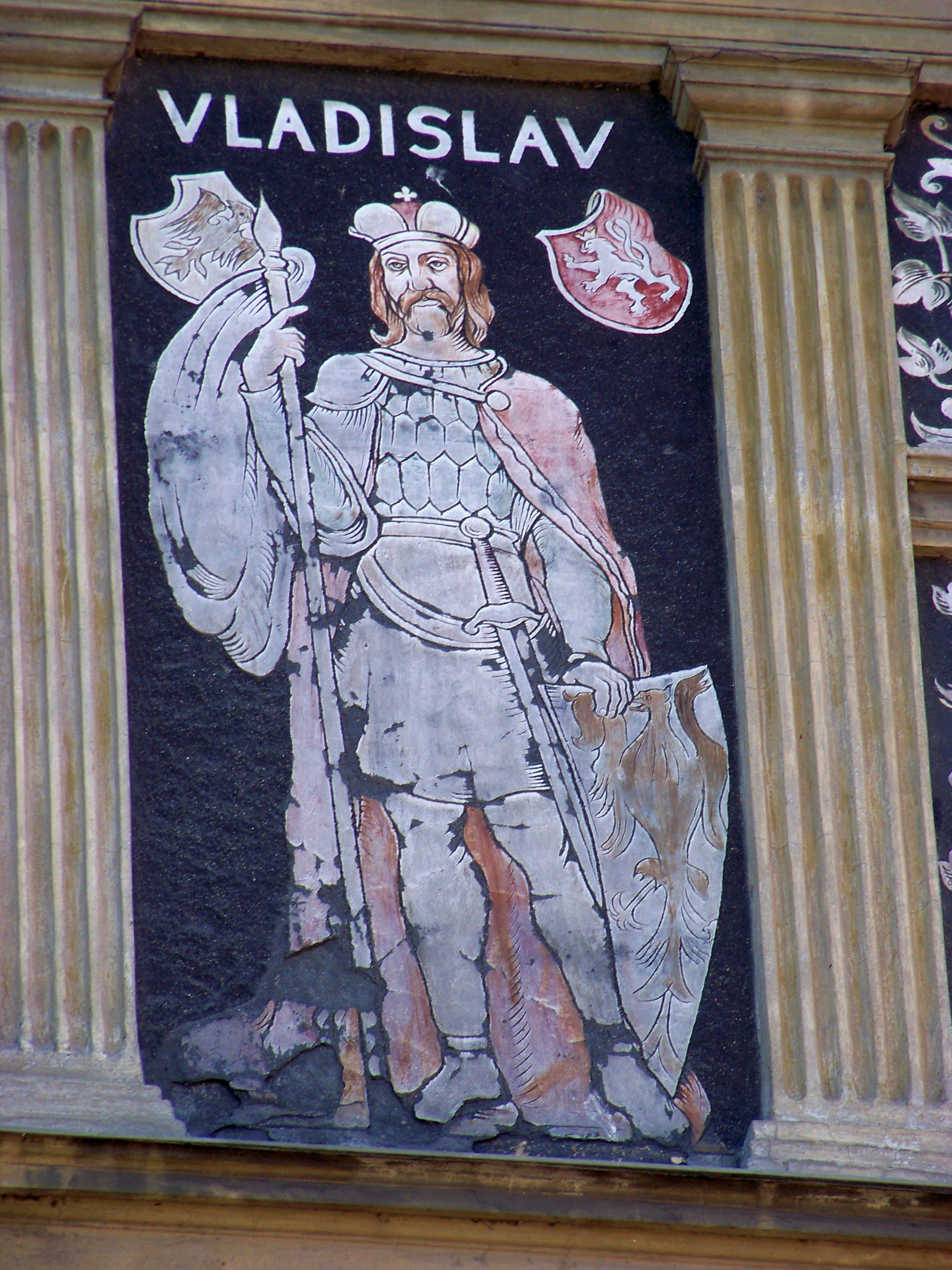
Vladislav
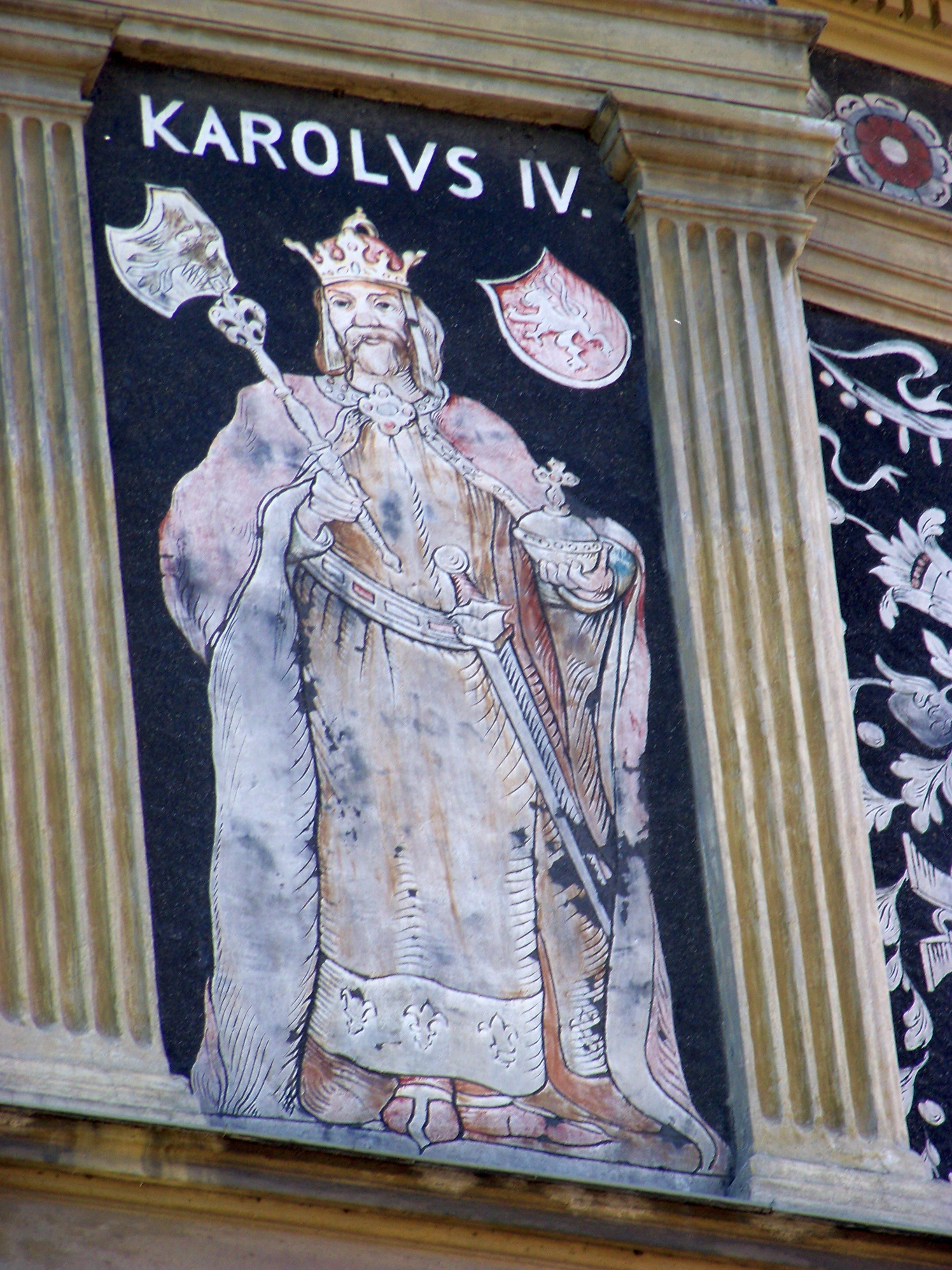
Karel IV.
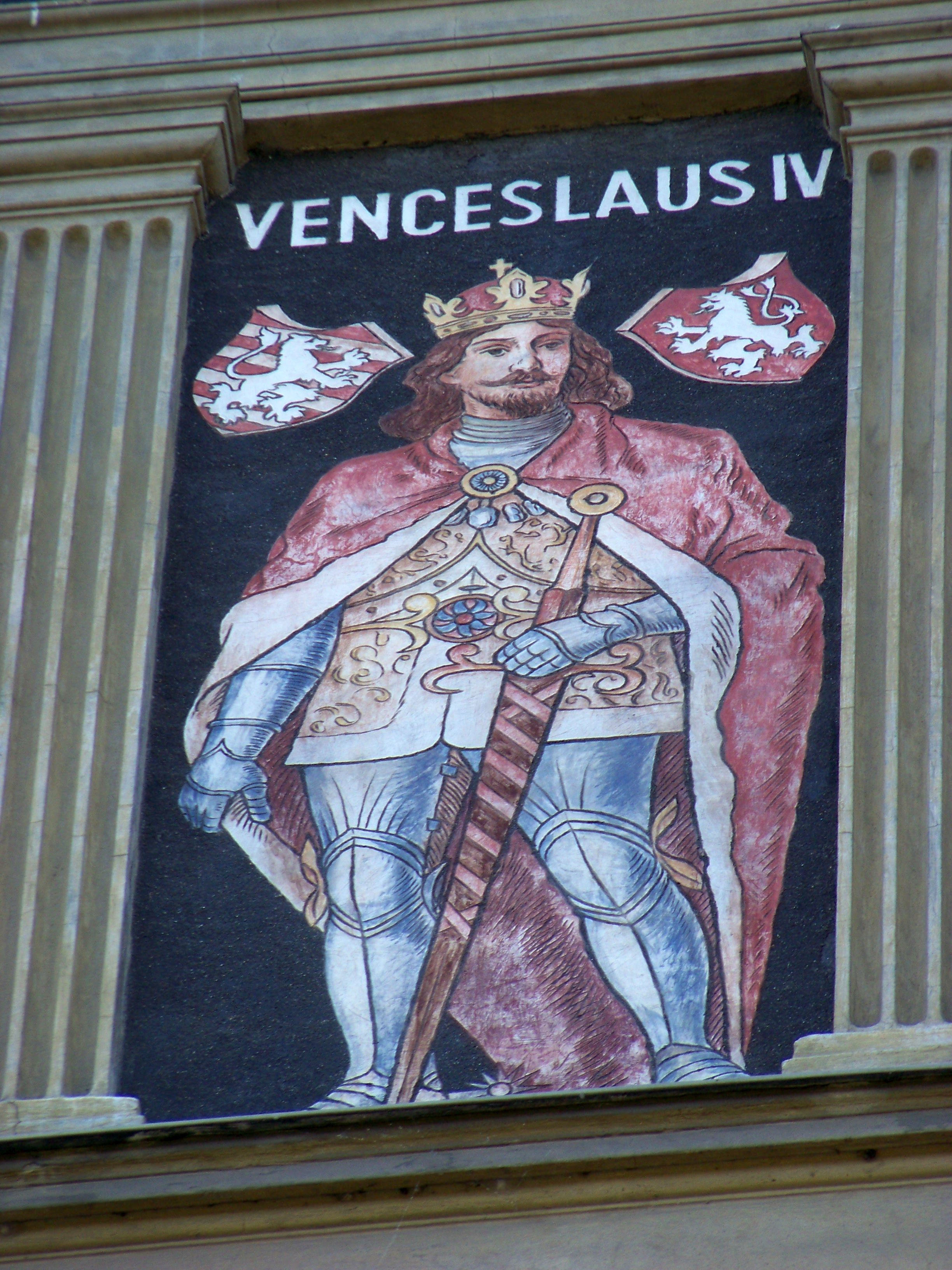
Václav IV.

### Detaily sgrafit na fasádách navržených Zeyerem

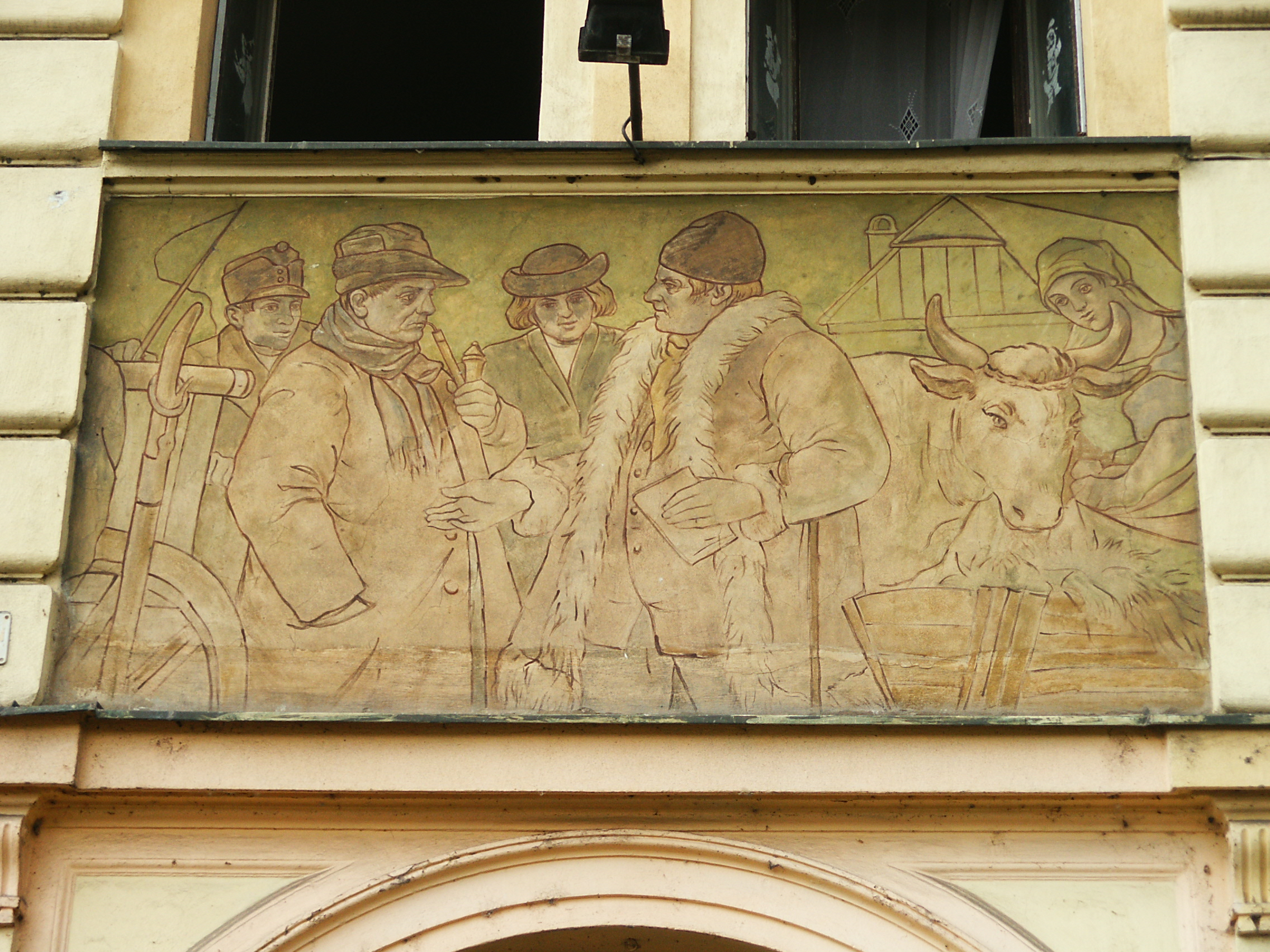
Praha – Holešovice, Argentinská 1